# FC Ingolstadt 04
L'FC Ingolstadt és un club de futbol alemany d'Ingolstadt, Baviera (Alemanya). Va ser fundat el 2004 després de la fusió d'altres dos clubs: ESV Ingolstadt i el MTV Ingolstadt, actualment participa a la 1. Bundesliga d'Alemanya, després d'acabar primer a la 2. Bundesliga, amb 64 punts.

## Palmarès
- 2. Bundesliga: 1

2014/15

## Uniforme
- Uniforme titular: Samarreta vermella, pantalons i mitges negres.
- Uniforme alternatiu: Samarreta blava, pantalons i mitges negres.

## Jugadors

### Plantilla 2424-25
A 3 febrer 2025 
| N. | Pos. | Nac. | Jugador            |
| -- | ---- | --- | ------------------ |
| 1  | POR  | [[Fitxer:Flag of Germany.svg\|23x15px\|border \|alt=Alemanya\|link=Selecció de futbol d'Alemanya\|{{#if:\|]]                                         | Marius Funk        |
| 2  | DEF  | [[Fitxer:Flag of Germany.svg\|23x15px\|border \|alt=Alemanya\|link=Selecció de futbol d'Alemanya\|{{#if:\|]]                                         | Mattis Hoppe       |
| 6  | DEF  | [[Fitxer:Flag of The Gambia.svg\|23x15px\|border \|alt=Gàmbia\|link=Selecció de futbol de Gàmbia\|{{#if:\|]]                                         | Leon Guwara        |
| 7  | DAV  | [[Fitxer:Flag of Germany.svg\|23x15px\|border \|alt=Alemanya\|link=Selecció de futbol d'Alemanya\|{{#if:\|]]                                         | Dennis Borkowski   |
| 8  | MIG  | [[Fitxer:Flag of Austria.svg\|23x15px\|border \|alt=Àustria\|link=Selecció de futbol d'Àustria\|{{#if:\|]]                                           | Benjamin Kanuric   |
| 9  | DAV  | [[Fitxer:Flag of Germany.svg\|23x15px\|border \|alt=Alemanya\|link=Selecció de futbol d'Alemanya\|{{#if:\|]]                                         | Tim Heike          |
| 11 | DAV  | [[Fitxer:Flag of Denmark.svg\|23x15px\|border \|alt=Dinamarca\|link=Selecció de futbol de Dinamarca\|{{#if:\|]]                                      | Sebastian Grønning |
| 16 | DEF  | [[Fitxer:Flag of the United States.svg\|23x15px\|border \|alt=Estats Units d'Amèrica\|link=Selecció de futbol dels Estats Units\|{{#if:\|]]          | Ryan Malone        |
| 17 | MIG  | [[Fitxer:Flag of Germany.svg\|23x15px\|border \|alt=Alemanya\|link=Selecció de futbol d'Alemanya\|{{#if:\|]]                                         | Max Besuschkow     |
| 18 | DEF  | [[Fitxer:Flag of Germany.svg\|23x15px\|border \|alt=Alemanya\|link=Selecció de futbol d'Alemanya\|{{#if:\|]]                                         | Niclas Dühring     |
| 19 | DEF  | [[Fitxer:Flag of Bosnia and Herzegovina.svg\|23x15px\|border \|alt=Bòsnia i Hercegovina\|link=Selecció de futbol de Bòsnia i Hercegovina\|{{#if:\|]] | Mladen Cvjetinović |
| 20 | MIG  | [[Fitxer:Flag of Germany.svg\|23x15px\|border \|alt=Alemanya\|link=Selecció de futbol d'Alemanya\|{{#if:\|]]                                         | Yannick Deichmann  |

| N. | Pos. | Nac. | Jugador                                   |
| -- | ---- | --- | ----------------------------------------- |
| 22 | DEF  | [[Fitxer:Flag of Germany.svg\|23x15px\|border \|alt=Alemanya\|link=Selecció de futbol d'Alemanya\|{{#if:\|]]                      | Marcel Costly                             |
| 23 | DEF  | [[Fitxer:Flag of Germany.svg\|23x15px\|border \|alt=Alemanya\|link=Selecció de futbol d'Alemanya\|{{#if:\|]]                      | Moritz Seiffert                           |
| 24 | DAV  | [[Fitxer:Flag of Denmark.svg\|23x15px\|border \|alt=Dinamarca\|link=Selecció de futbol de Dinamarca\|{{#if:\|]]                   | Gustav Christensen (cedit pel Hertha BSC) |
| 26 | POR  | [[Fitxer:Flag of the Netherlands.svg\|23x15px\|border \|alt=Països Baixos\|link=Selecció de futbol dels Països Baixos\|{{#if:\|]] | Pelle Boevink                             |
| 29 | MIG  | [[Fitxer:Flag of Poland.svg\|23x15px\|border \|alt=Polònia\|link=Selecció de futbol de Polònia\|{{#if:\|]]                        | David Kopacz                              |
| 30 | DAV  | [[Fitxer:Flag of Serbia.svg\|23x15px\|border \|alt=Sèrbia\|link=Selecció de futbol de Sèrbia\|{{#if:\|]]                          | Ognjen Drakulic                           |
| 32 | DEF  | [[Fitxer:Flag of Germany.svg\|23x15px\|border \|alt=Alemanya\|link=Selecció de futbol d'Alemanya\|{{#if:\|]]                      | Simon Lorenz                              |
| 34 | MIG  | [[Fitxer:Flag of Germany.svg\|23x15px\|border \|alt=Alemanya\|link=Selecció de futbol d'Alemanya\|{{#if:\|]]                      | Lukas Fröde (capità)                      |
| 37 | DAV  | [[Fitxer:Flag of Germany.svg\|23x15px\|border \|alt=Alemanya\|link=Selecció de futbol d'Alemanya\|{{#if:\|]]                      | Pascal Testroet                           |
| 38 | DAV  | [[Fitxer:Flag of Germany.svg\|23x15px\|border \|alt=Alemanya\|link=Selecció de futbol d'Alemanya\|{{#if:\|]]                      | Deniz Zeitler                             |
| 43 | MIG  | [[Fitxer:Flag of Germany.svg\|23x15px\|border \|alt=Alemanya\|link=Selecció de futbol d'Alemanya\|{{#if:\|]]                      | Felix Keidel                              |
| 46 | POR  | [[Fitxer:Flag of Germany.svg\|23x15px\|border \|alt=Alemanya\|link=Selecció de futbol d'Alemanya\|{{#if:\|]]                      | Maurice Dehler                            |

## Jugadors amb més partits
- En la història del club

|    | Jugador           | País     | Partits | Status              |
| -- | ----------------- | -------- | ------- | ------------------- |
| 1  | Stefan Leitl      | Alemanya | 190     | Retirat             |
| 2  | Michael Lutz      | Alemanya | 175     | TSV Rain am Lech    |
| 3  | Andreas Buchner   | Alemanya | 175     | FC Ingolstadt 04 II |
| 4  | Steffen Wohlfarth | Alemanya | 136     | FC Ravensburg       |
| 5  | Moritz Hartmann   | Alemanya | 130     | FC Ingolstadt 04    |
| 6  | Marvin Matip      | Camerun  | 126     | FC Ingolstadt 04    |
| 7  | Michael Wenczel   | Alemanya | 125     | Retirat             |
| 8  | Tobias Fink       | Alemanya | 121     | SC Fortuna Köln     |
| 9  | Malte Metzelder   | Alemanya | 114     | Sense Equip         |
| 10 | Ralf Keidel       | Alemanya | 111     | Retirat             |

## Entrenadors
| - Jürgen Press (2004-2008) - Thorsten Fink (2008-2009) - Michael Wiesinger (2009) - Horst Köppel (2009) - Michael Wiesinger (2009-2010) - Benno Möhlmann (2010-2011) - Preses Oral (2011-2013) - Marco Kurz (2013) - Michael Henke (2013) - Ralph Hasenhüttl (2013-Present) |